# Коштовності в лісі
«Коштовності в лісі» (англ. The Jewels in the Forest) — перше оповідання Фріца Лайбера в жанрі меч і чари про Фафгрда та Сірого Мишолова опубліковане в серпні 1939 журналом Unknown з назвою «Двоє шукали пригод» (англ. Two Sought Adventure). 
Входить до збірок вже під назвою «Коштовності в лісі»:
- «Двоє шукали пригод» (англ. Two Sought Adventure; 1957),
- «Мечі проти смерті» (англ. Swords Against Death; 1970).

## Сюжет
Двоє нерозлучних авантюристів північний велет Фафгрд та півтораметровий чаклун-недоучка Сірий Мишолов знаходять пергамент Ургаана Ангарні, в якому він хвалиться, що всі свої унікальні коштовності він помістив у вежу-пастку посеред лісу. І ця пастка буде губити всіх охочих добратись до його скарбу. Друзі вирішують пройти цю пригоду.
Сюжет описує рольову взаємодію для виконанні завдання. Друзі використовують свої особливі навички та спілкуються з усіма персонажами, щоб наблизитись до мети і не загинути.